# Retrogradació dels planetes
Es diu que un planeta es troba en retrogradació quan interromp el seu moviment habitual d'oest a est (observat des de la Terra respecte al fons d'estrelles fixes) i durant un cert interval de temps es mou d'est a oest. El fenomen es produeix quan la Terra avança al planeta en qüestió durant la seva translació al voltant del Sol.
La paraula planeta significa 'vagabund' o 'errant' i s'aplicava als astres que modificaven les seves posicions respecte a les estrelles fixes. Tots gaudien d'un moviment diürn d'est a oest, acompanyant les estreles mentre es desplaçaven amb lentitud cap a l'est. Els planetes ocupen una estreta banda de 8º d'amplària a cada costat de l'eclíptica anomenada banda zodiacal, i a vegades estan al nord o al sud de l'eclíptica. Per als grecs i els seus successors, eren planetes el Sol, la Lluna, Mercuri, Venus, Mart, Júpiter i Saturn. Fins al 1781, molt de temps després de la revolució copernicana, un nou planeta va ser descobert, es tracta d'Urà.

## Retrogradació
El Sol i la Lluna pareixien moure's d'una manera més o menys regular, al llarg del zodíac, avançant sempre d'oest a est, però els cinc planetes viatjaven d'una manera més irregular. Així, la resta dels planetes es desplacen al llarg del zodíac d'oest a est, però tal moviment es veu interromput durant breus intervals per un moviment retrògrad d'est a oest.
El retrocés va precedit d'una pèrdua en la velocitat d'avanç fins a parar-se (planeta estacionari); després, retrocedeix fins a aconseguir una altra vegada una posició estacionària i reprèn el moviment normal d'oest a est.
Per mitjà d'una observació acurada, els antics van observar que els períodes entre les retrogradacions o període sinòdic, encara que variaven, eren generalment de 116 dies per a Mercuri; 584 per a Venus; 780 dies per a Mart; 399 per a Júpiter i 378 per a Saturn.
La retrogradació ocupa una part mínima del moviment del planeta, que normalment es desenvolupa en sentit directe. Les duracions de la retrogradació per als diferents planetes són per a Mercuri 23 dies, Venus 42 dies, Mart 73 dies, Júpiter 123 dies i Saturn 138 dies.

Bucle de Venus prop del Lleó
La conjunció inferior D té lloc el 27 d'agost del 1975, a les 13 hores El T. U. i correspon al dia 293 després de la conjunció superior. Els números sobre la trajectòria de Venus corresponen als dies després de la conjunció superior. El planeta va en moviment retrògrad des de C, 3 d'agost del 1975 (278 dies) fins a E el 16 de setembre del 1975 (315 dies): en est cas retrograda durant 37 dies. Com està dibuixada la posició, cada 10 dies és perfectament perceptible la pèrdua de velocitat en acostar-se a C i l'acceleració després de la fi del moviment retrògrad.

## Els planetes interiors
Mercuri i Venus, els anomenats planetes interiors, mai s'allunyen massa del Sol.
S'anomena elongació l'angle mesurat des de la Terra que formen el Sol i un planeta. Mercuri té una elongació màxima amb el Sol de 23º, mentre que l'elongació màxima de Venus és de 45°. Quan estan situats a l'est del Sol, ambdós planetes interiors apareixen com a estreles vespertines, sorgint poc després de pondre's el Sol per l'oest i acompanyant-lo quasi immediatament en la seva desaparició per davall de l'horitzó. Després d'aconseguir la seva màxima elongació oriental, retrograden fins a situar-se a l'oest del Sol, es converteixen en estreles matutines, i apareixen poc abans de l'alba i desapareixen amb els primers rajos del Sol.
Durant molts mil·lennis, les antigues civilitzacions els van considerar com a astres distints segons aparegueren al matí o a la vesprada. Mercuri, a causa de la seua proximitat al Sol, i els curts períodes en què és visible, és difícil d'observar.

## Els planetes exteriors
L'elongació pot prendre qualsevol valor, a diferència del que ocorria amb els planetes interiors. Quan és de 0, els planetes, es diu que estan en conjunció amb el Sol, i no són visibles llavors. Quan és de 180, els planetes hi estan en oposició. Llavors, precisament, per estar en una posició diametralment oposada al Sol, passen a mitjanit pel meridià del lloc. Entre una i una altra configuració ocupen qualsevol posició.
La teoria heliocèntrica explica fàcilment que, quan un planeta exterior està en oposició al Sol, es troba al més prop de la Terra i la seva lluentor és màxima. Els planetes només retrograden en les proximitats de l'oposició, presenten llavors la seua màxima brillantor. Aquest increment de la brillantor fou interpretat, a partir del segle iv aC, com una disminució de la distància del planeta a la Terra. Açò és especialment important en el cas de Mart, perquè la seua brillantor en l'oposició només és superada per la Lluna i Venus. En l'antiguitat, estos dos fets s'expressaven amb una sola acció: estar en oposició, però la connexió per la teoria vigent que era la geocèntrica, no era en absolut clara. Pareixia com si la trajectòria solar i la planetària estigueren d'alguna manera misteriosament connectades.